# Fédération France Béhourd
 (mars 2025).
La Fédération France Béhourd (FFB) est une fédération sportive française, déclarée sous forme d'association conformément à la loi du 1er juillet 1901, œuvrant pour le développement du béhourd en France.

## Historique
Une première association, France Médiéval Full Contact est créée le 17 avril 2012 afin de rassembler les pratiquants français de béhourd, elle est renommée France Béhourd le 8 février 2013.
La Fédération française de béhourd est fondée le 13 août 2014, Édouard Eme étant Président-fondateur.
Elle adopte son nom actuel, Fédération France Béhourd le 19 janvier 2025.

## Structure

### Statut légal
La fédération est une association loi de 1901 ayant adopté des dispositions du Code du sport relatives aux fédérations sportives agréées.

### Objet
La fédération a pour objet de promouvoir, encourager et développer la pratique du béhourd, d’organiser, diriger et réglementer le béhourd français et d'en défendre les intérêts.

### Présidents
| Nom | Nom                               | Dates du mandat | Dates du mandat                             | Autres fonctions                                                                 |
| --- | --------------------------------- | --------------- | ------------------------------------------- | -------------------------------------------------------------------------------- |
|     | Edouard Eme (Président fondateur) | 13 août 2014    | 18 janvier 2025 (10 ans, 5 mois et 5 jours) | Président de Béhourd Ile_de-France depuis 2013 Président de HMBIA de 2019 à 2022 |
|     | Hugues Hardy                      | 18 janvier 2025 | en cours (2 mois et 8 jours)                | Président de Pardus Bellator depuis 2018                                         |

### Gouvernance
La fédération est dirigée par un Comité Directeur de 16 membres, dont les 8 membres du Bureau exécutif, élu par l'Assemblée Générale de la fédération regroupant les représentants des associations membres.

## Statistiques
| Année | Nombre de clubs | Nombre de licenciés |
| ----- | --------------- | ------------------- |
| 2014  | 6 clubs         | ?                   |
| 2015  | 12 clubs        | ?                   |
| 2016  | 19 clubs        | 166 licenciés       |
| 2017  | 21 clubs        | ?                   |
| 2018  | 32 clubs        | 291 licenciés       |
| 2019  | 30 clubs        | 362 licenciés       |
| 2020  | 33 clubs        | 287 licenciés       |
| 2021  | 27 clubs        | 168 licenciés       |
| 2022  | 34 clubs        | 492 licenciés       |
| 2023  | 37 clubs        | 651 licenciés       |
| 2024  | 39 clubs        | 751 licenciés       |

## Composition de l'équipe de France
Les sélectionneurs pour former l'équipe de France de béhourd qui concourt aux Championnats du Monde (Bataille des Nations et l'IMCF) sont élus à l'assemblée générale de la fédération française de béhourd, assumant cette responsabilité aux côtés du capitaine de l’équipe de France élu l'année passée par les combattants de cette sélection.
Les combattants souhaitant participer à cette épreuve sont analysés et étudiés sur la saison en cours et plus particulièrement lors de la Coupe de France qui est une condition sine qua non à l'inscription.
De ce fait, si un candidat souhaitant participer aux épreuves de 5 contre 5, il devra absolument prendre part dans la même catégorie lors de la Coupe de France.
Les sélections pour les épreuves de duel sont effectuées lors d'un tournoi prévu à cet effet.
Les sélectionnés pour Bataille des Nations sont répartis comme suivant : 
| 5vs5             | 24 combattants partagés en 3 équipes de 8 combattants (5 alignés, 3 en réserve maximum) |
| 12vs12           | 21 combattants (12 alignés, 9 en réserve maximum)                                       |
| 30vs30           | 50 combattants (30 alignés, 20 en réserve maximum)                                      |
| 5vs5 Féminin     | 8 combattants (5 alignés, 3 en réserve maximum)                                         |
| Duel et Profight | 1 combattant dans chaque catégorie                                                      |

Les sélectionnés pour l'IMCF sont répartis comme suivant : 
| 3vs3             | 5 combattants (3 alignés, 2 en réserve maximum)   |
| 5vs5             | 8 combattants (5 alignés, 3 en réserve maximum)   |
| 10vs10           | 15 combattants (10 alignés, 5 en réserve maximum) |
| 16vs16           | 21 combattants (16 alignés, 5 en réserve maximum) |
| Duel et Profight | 1 combattant dans chaque catégorie                |

## Organisation des compétitions
La FFB organise toutes les compétitions à caractère national :
- Championnat France Béhourd de mêlée
- Championnat France Béhourd de duels
- Championnat France Béhourd de combat à outrance
- Coupe France Béhourd

### Palmarès du championnat France Béhourd de mêlée
Hommes
| 2012 | Martel             |
| 2013 | Martel             |
| 2014 | Hommes du Nord     |
| 2015 | Martel             |
| 2016 | Comtois            |
| 2017 | Becuts de Gascogne |
| 2018 | Hommes du Nord     |
| 2019 | Aquila Sequania    |
| 2022 | Aquila Sequania    |

Femmes
| 2018 | Dies Irae |
| 2019 | Dies Irae |

### Tournois officiels de Béhourd en France
- Coupe France Béhourd

| Année                | Tournoi                         | Lieu                 | Vainqueur         | Deuxième                 | Troisième                       | Nombre d'équipes |
| -------------------- | ------------------------------- | -------------------- | ----------------- | ------------------------ | ------------------------------- | ---------------- |
| 2022                 |                                 |                      |                   |                          |                                 |                  |
| Coupe France Béhourd | Château Faugas                  | Aquila Sequania      | Grimaldi Milites  | Martel                   | 19                              |                  |
| ZannekinFeest        | Rexpoëde                        | Fera Sequania        | Graoully          | Comtois                  | 10                              |                  |
| Tournoi de Parthenay | Parthenay                       | Grimaldi Milites     | Martel            | Pardus Bellator          | 10                              |                  |
| Tournoi de Poligny   | Poligny                         | Grimaldi Milites     | Aquila Sequania   | Comtois                  | 10                              |                  |
| Tournoi de Metz      | Metz                            | Aquila Sequania      | Martel            | Grimaldi Milites         | 14                              |                  |
| 2021                 | Tournoi de Parthenay            | Parthenay            | Comtois           | Martel                   | Pardus Bellator                 | 11               |
| 2020                 | Laon au Behourd                 | Laon                 | Syabry            | Yenisei                  | Bear Cubs                       | 24               |
| 2019                 | Tournoi des Flandres            | Tourcoing            | Bear Paw          | White Company            | Aquila Sequania                 | 23               |
| 2019                 | Tournoi Richard Cœur de Lion    | Les Andelys          | White Company     | Grimaldi Milites         | Primus                          | 18               |
| 2019                 | Tournoi des Combes              | Fort des Rousses     | Aquila Sequania   | Primus                   | Comtois                         | 14               |
| 2019                 | Tournoi de Parthenay            | Parthenay            | Aquila Sequania   | Carcas Sonne             | Martel                          | 12               |
| 2019                 | Tournoi de Saint-Georges        | Granges-Aumontzey    | Aquila Sequania   | Martel                   | Diex Aïe                        | 8                |
| 2019                 | Tournoi d'Aquitaine             | Landiras             | White Company     | Grimaldi Milites         | Aquila Sequania                 | 16               |
| 2019                 | Tournoi de la Citadelle         | Carcassonne          | Aquila Sequania   | Carcas Sonne             | Comtois                         | 17               |
| 2019                 | Coupe France Béhourd            | Saint-Dizier         | Aquila Sequania   | Martel                   | Carcas Sonne                    | 22               |
| 2019                 | Laon au Béhourd                 | Laon                 | Partizan          | Ayna Bera                | White Company                   | 15               |
| 2018                 | Tournoi des Flandres            | Tourcoing            | Ayna Bera         | Invicta                  | Hommes du Nord                  | 15               |
| 2018                 | Tournoi Richard Cœur de Lion    | Les Andelys          | White Company     | Confrérie des Loups      | Martel                          | 11               |
| 2018                 | Tournoi de Pierrefonds          | Pierrefonds          | White Company     | Aquila Sequania          | Martel                          | 12               |
| 2018                 | Tournoi des Combes              | Fort des Rousses     | Aquila Sequania   | Comtois                  | Taurus MFC                      | 6                |
| 2018                 | Tournoi de Saint-Georges        | Granges-Aumontzey    | Aquila Sequania   | Edelweiss                | Martel                          | 4                |
| 2018                 | Tournoi du Palais du Tau        | Reims                | White Company     | Hommes du Nord           | Aquila Sequania                 | 12               |
| 2018                 | Tournoi de la Citadelle         | Carcassonne          | Bear Paw          | Old Friends              | Aquila Sequania                 | 16               |
| 2018                 | Coupe France Béhourd            | Saint-Dizier         | Hommes du Nord    | Bad Company              | Aquila Sequania                 | 22               |
| 2017                 | Tournoi des Flandres            | Tourcoing            | White Company     | Bad Company              | Hommes du Nord                  | 20               |
| 2017                 | Tournoi du Valois               | La Ferté-Milon       | White Company     | Bad Company              | PLK                             | 18               |
| 2017                 | Tournoi de Saint-Germain-l'Herm | Saint-Germain-l'Herm | Aquila Sequania   | UK-Fed                   | Confrérie des Loups             | 16               |
| 2017                 | Tournoi du Palais du Tau        | Reims                | Bad Company       | Hommes du Nord           | Aquila Sequania                 | 12               |
| 2017                 | Tournoi de la Citadelle         | Carcassonne          | PLK               | Bad Company              | Comtois                         | 16               |
| 2017                 | Coupe France Béhourd            | Saint-Dizier         | Bad Company       | Aquila Sequania          | Comtois                         | 18               |
| 2016                 | Tournoi des Flandres            | Tourcoing            | Battle Heritage 1 | Battle Heritage 2        | Aquila Sequania                 | N/A              |
| 2016                 | Tournoi de Saint-Germain-l'Herm | Saint-Germain-l'Herm | Aquila Sequania   | N/A                      | N/A                             | N/A              |
| 2016                 | Tournoi du Faucon Noir          | Montbazon            | Bear Paw          | Det Frie Kompagni        | Bad Company                     | N/A              |
| 2016                 | Tournoi du Château de Vincennes | Vincennes            | Martel            | Comtois                  | N/A                             | N/A              |
| 2016                 | Coupe France Béhourd            | Château-Thierry      | Comtois           | Confrérie des Loups      | Martel                          | N/A              |
| 2015                 | Tournoi du Choc des Fers        | Murol                | Old Friends       | Martel & Aquila Sequania | Confrérie des Loups             | N/A              |
| 2015                 | Tournoi du Château de Castanet  | Lac de Villefort     | Aquila Sequania   | Confrérie des Loups      | Martel                          | N/A              |
| 2015                 | Tournoi du Château de Vincennes | Vincennes            | Aquila Sequania   | Martel                   | Hommes du Nord                  | N/A              |
| 2015                 | Coupe France Béhourd            | Château-Thierry      | Martel            | Hommes du Nord           | Aquila Sequania                 | N/A              |
| 2014                 | Tournoi du Faucon Noir          | Montbazon            | N/A               | N/A                      | N/A                             | N/A              |
| 2014                 | Tournoi du Choc des Fers        | Murol                | Martel            | Aquila Sequania          | Bannerets d'Auvergne            | N/A              |
| 2014                 | Coupe France Béhourd            | Château-Thierry      | Hommes du Nord    | Confrérie des Loups      | Aquila Sequania                 | N/A              |
| 2013                 | Tournoi du Faucon Noir          | Montbazon            | Martel            | Battle Heritage          | Confrérie des Loups             | N/A              |
| 2013                 | Coupe France Béhourd            | Château-Thierry      | Martel            | Confrérie des Loups      | [COAL] Rôdeur de l'Odan         | N/A              |
| 2012                 | Tournoi du Faucon Noir          | Montbazon            | Prince Noir       | Ordo Hospitalis Rhodes   | Frankland & Confrérie des loups | N/A              |
| 2012                 | Tournoi d'Ablon sur Seine       | Ablon-sur-Seine      | Frankland         | Équipe Jaune             | Équipe Bleu                     | N/A              |
| 2011                 | Tournoi d'Azincourt             | Azincourt            | Rzeczpospolita    | Frankland                | Jelonki                         | N/A              |